# Фомичёв, Григорий Иванович
Григорий Иванович Фомичёв (19.08.1905 — после 1995) — советский инженер, лауреат Сталинской премии (1950), директор МЭИ (январь-июнь 1943).
Родился 19 августа 1905 года в селе Михайловское (сейчас Плавский район Тульской области) в крестьянской семье. В 1925 году окончил в Тульскую губсовпартшколу.
Член РКП(б) с февраля 1926 года.
С 1925 по 1927 год — секретарь Ново-Никольского райкома комсомола (Тульская область). Затем служил в РККА и учился на рабфаке.
С 1932 года по 1939 год работал в МЭИ, одновременно учился там же и в 1937 г. получил диплом инженера-электрика.
С 11 января 1939 по апрель 1942 года директор ТЭЦ-11 (Сталинская ТЭЦ).
С 6 апреля 1942 года директор Московского филиала МЭИ (два факультета: энергетический и электротехнический). С января по июнь 1943 года директор объединённого МЭИ.
С июня 1943 по 22 августа 1951 года — директор ТЭЦ-11 Мосэнерго. С 22 августа 1951 по 1975 год — директор Московской кабельной сети.
С 1975 г. на пенсии. В книге Крестов Б. Д. Энергия энтузиастов: Исторический очерк [ТЭЦ-11]. М.: Энергоатомиздат, 1996 упоминается как ещё живой.
Лауреат Сталинской премии (1950) — за участие в коренном усовершенствовании методов ремонта электрооборудования. Заслуженный энергетик РСФСР (25.11.1974).
Награждён орденами Ленина, Октябрьской революции, Красной Звезды (1945), «Знак Почёта», медалью «За оборону Москвы» (1944).